# Hyalobagrus ornatus
Hyalobagrus ornatus är en fiskart som först beskrevs av Duncker, 1904.  Hyalobagrus ornatus ingår i släktet Hyalobagrus och familjen Bagridae. Inga underarter finns listade i Catalogue of Life.